# Universidad Simón Bolívar (Venezuela)
La Universidad Simón Bolívar (USB), es una universidad pública venezolana creada en 1967. Con un fuerte énfasis en la investigación científica y tecnológica. Es una de las más importantes y prestigiosas de Venezuela.
Inició sus actividades académicas en 1970, en el Valle de Sartenejas en Caracas y siete años más tarde en el Valle de Camurí Grande en Vargas. Cuenta actualmente con estas dos sedes. Su rectorado está en la sede de Sartenejas, ubicada en el Municipio Baruta del estado Miranda.
La USB ha graduado aproximadamente 25 000 ingenieros, arquitectos, urbanistas y científicos. Además se han graduado 7.232 estudiantes con el título de Técnico Superior Universitario (TSU) en las distintas modalidades dictadas en ambas sedes. Junto con 5000 especialistas, magíster y doctores.
Según un estudio realizado a nivel de América Latina por el Times Higher Education: South America para el año 2017, la USB se encuentra en el puesto número 1 a nivel nacional, mientras que ocupa el puesto número 30 en América Latina.

## Historia

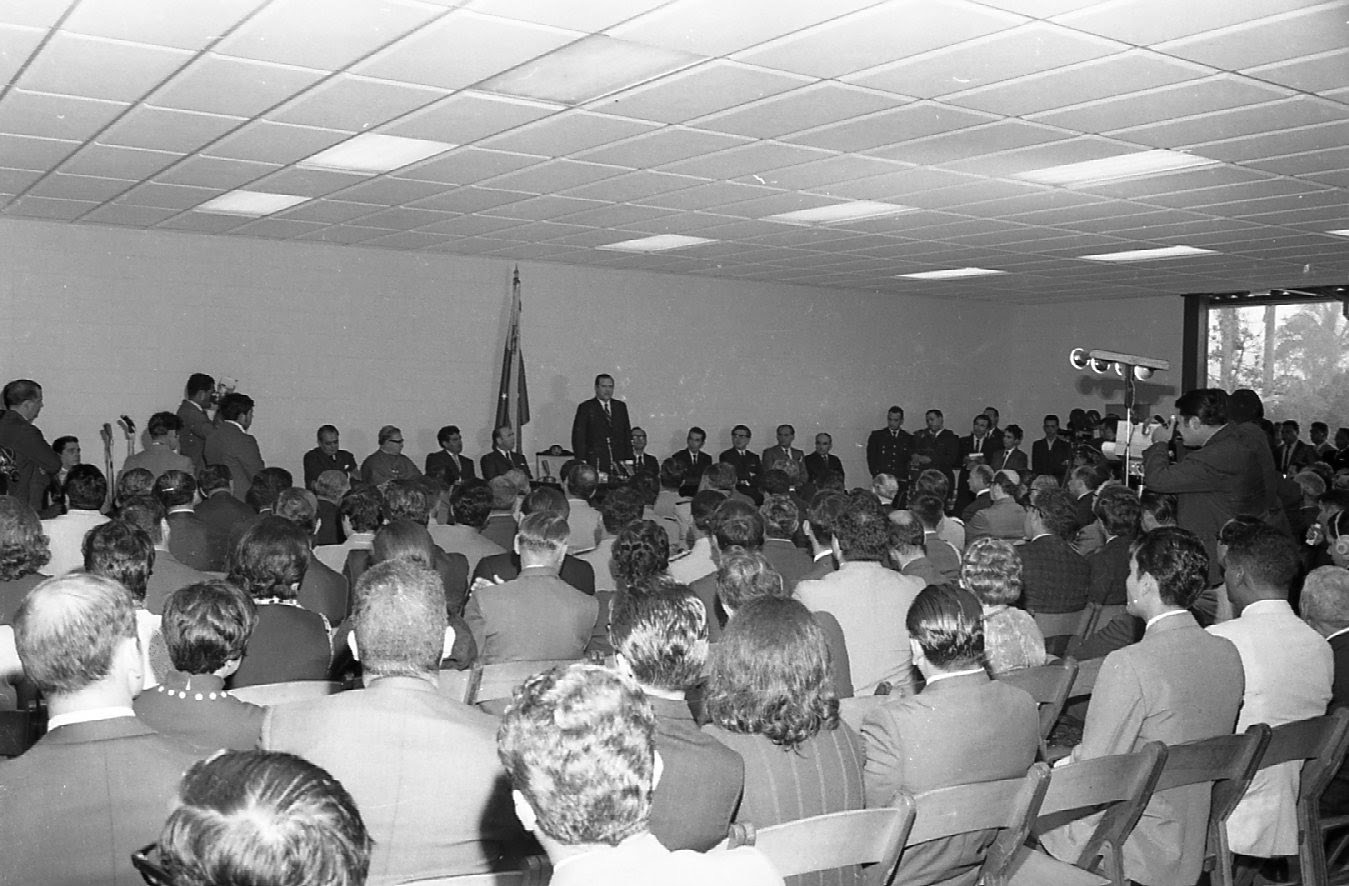
Lección inaugural de la universidad por parte del presidente Rafael Caldera, el 19 de enero de 1970.

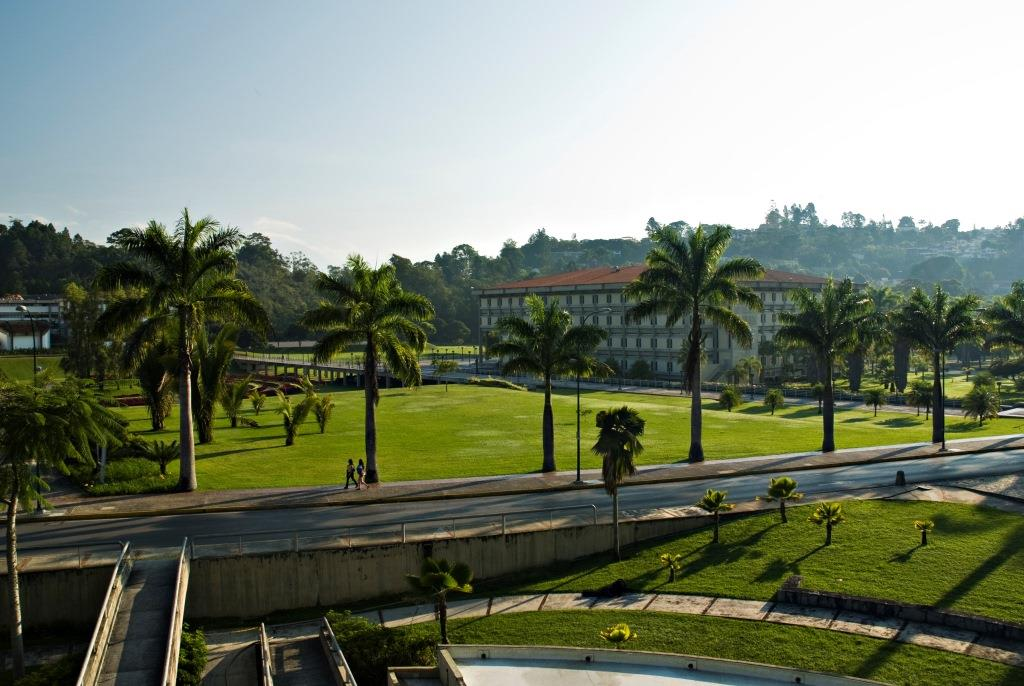
Varias zonas del campus.

A principios de 1967, con el fin de contribuir a solucionar el problema universitario venezolano existente para la época, surge la idea de crear una nueva institución universitaria. De esta manera, el 15 de mayo de 1967, se creó la Comisión, integrada por Luis Manuel Peñalver, Luis M. Carbonell, Mercedes Fermín, Miguel Ángel Pérez y Héctor Isava, quienes realizaron un estudio y un informe sobre la creación de un Centro de Educación Superior en ramas de la enseñanza que convinieran al desarrollo económico y social del país.
El 18 de julio de 1967, el presidente Raúl Leoni creó la Universidad como Instituto Experimental de Educación Superior bajo decreto con el nombre de Universidad de Caracas, destinada a instituir los estudios y las investigaciones de carácter científico, tecnológico y humanístico.
El 30 de diciembre de 1968 se nombraron las primeras autoridades rectorales: Eloy Lares Martínez, como Rector y Francisco Kerdel Vegas y Miguel Ángel Pérez, Vicerrector y Secretario, respectivamente.
El 4 de marzo de 1969, se dicta el primer reglamento. Posteriormente, numerosos integrantes de la comunidad universitaria, la Academia Nacional de la Historia, la Sociedad Bolivariana de Venezuela y otras instituciones manifestaron su deseo de que la Universidad se vinculara al nombre del Libertador siendo el 9 de julio del mismo año cambiado su nombre por Universidad Experimental Simón Bolívar. El 15 de julio de 1969 se nombraron nuevas autoridades rectorales: Dr. Ernesto Mayz Vallenilla (Rector), Francisco Kerdel Vegas (Vicerrector) y Federico Rivero Palacios (Secretario).
El 19 de enero de 1970, el presidente de la república Rafael Caldera dicta la primera clase magistral e inauguró oficialmente la Universidad Nacional Experimental Simón Bolívar en la antigua hacienda de Sartenejas ubicada en el valle que lleva el mismo nombre. Desde entonces esa fecha se conmemora cada año como el aniversario del inicio de las actividades docentes uesebistas.
A finales del mismo año, el 14 de diciembre se crea el Decanato de Estudios de Postgrado y posteriormente, el 16 de enero de 1976, se aprobó la creación del Núcleo Universitario del Litoral, para fines de formación técnica.
Finalmente, el 18 de julio de 1995 bajo decreto presidencial se le otorga la autonomía a la Universidad Simón Bolívar por el entonces presidente Rafael Caldera.
En 2009 el profesor Enrique Planchart fue elegido como rector en una segunda vuelta electoral en la que también se había postulado el profesor José Ferrer, quien para entonces era vicerrector académico. Planchart fue electo como rector de la universidad para el periodo 2009-2013, pero se mantuvo en el cargo ante la suspensión de elecciones rectorales por parte del gobierno.
En la madrugada del día de las elecciones parlamentarias de 2010, efectivos del Plan República allanaron un centro de denuncias de Voto Joven que había sido instalado en la universidad, ingresando con armas largas y llevándose tres computadoras, sin una orden de allanamiento y violando la autonomía universitaria.
Durante las protestas en Venezuela de 2017, ante la renuncia del vicerrector académico de la USB, la universidad realizó una consulta a estudiantes y a profesores. El 8 de junio de 2017 la comunidad universitaria presentó ante el Consejo Nacional de Universidades dos candidatos para ejercer la posición, los profesores titulares Oscar González y Solange Issa, considerados como los más calificados de la institución. El ministro para la educación universitaria, ciencia y tecnología, Hugbel Roa, ignoró la opinión de la comunidad universitaria y propuso a Luis Holder como candidato, doctor en ciencia y artes militares de la Universidad Militar Bolivariana. Dado que el CNU no designaba a la autoridad encargada, el 28 de junio el Consejo Directivo nombró a Óscar González, quien se desempeñaba como Decano de Extensión y era profesor titular del Departamento de Mecánica. El 3 de julio a través de la Gaceta Oficial número 41.185 se convocó a una sesión extraordinaria solo para designar al vicerrector académico interino de la universidad. El día de la sesión, el 11 de julio, ningún rector de las universidades autónomas asistió y solo el rector Planchart pudo votar por el profesor elegido por su comunidad universitaria; el CNU le otorgó el cargo como vicerrector académico interino a Holder. Con respecto a la sesión, Planchart declaró:

Explicamos al CNU las razones académicas, no políticas, por las cuales no debía designarse a Holder, así como también cómo fue el proceso de consulta a la comunidad que produjo las candidaturas de Óscar González y Solange Issa. Son profesores reconocidos que cuentan con el apoyo de toda la Universidad, profesores, estudiantes, empleados y obreros. En cambio Holder, no. Él tiene una historia lamentable en la USB (fue profesor por un trimestre en los años noventa), su currículo muestra que solo ha tenido cargos gerenciales, no académicos, no tiene tesistas, estudiantes ni pasantes, no tiene actividades de investigación, excepto tres artículos de 1994 que publicó cuando terminó su tesis doctoral. No tiene publicaciones científicas, no es un académico.
Enrique Planchart, rector de la Universidad Simón Bolívar

El 12 de julio el Consejo Directivo de la USB rechazó el nombramiento y exhortó a designar como encargado de la posición al profesor Óscar González. Tres grupos de la USB: profesores, estudiantes y egresados, firmaron el «Acuerdo de Sartenejas» como respuesta a la decisión del CNU, el cual la rechazaba y declaraba que «lesiona a la universidad, sus intereses y afecta la vida académica», además de ser una «intervención inaceptable». La decisión fue rechazada por la Federación de Profesores Universitarios de Venezuela (FAPUV) al considerar que viola la autonomía universitaria y de tener una motivación política. El diputado por el estado Miranda en la Asamblea Nacional, Miguel Pizarro, recalcó que «la dictadura pretende violar la autonomía universitaria de la USB e imponer un vicerrector académico desconocido en la comunidad uesebista». La Fundación Casa Uslar Pietri y la organización no gubernamental Aula Abierta también expresaron su rechazo ante la decisión.
El 1 de noviembre de 2018, a pesar de padecer de problemas en el suministro de agua, fallas en la electricidad y escasez de transporte, el profesor Daniel Varnagy anunció la apertura oficial de la carrera de economía en la universidad.
Desde finales del 2019 la salud del rector Planchart comenzó a verse afectada, razón por la cual se le concedió un permiso que había ido renovándose desde entonces. El 27 de julio de 2021 la universidad informó sobre el fallecimiento del rector y sobre la convocatoria a un Consejo Extraordinario.

## Sede Sartenejas
Se encuentra ubicada en el Municipio Baruta, Estado Miranda. Posee 230 hectáreas de terreno en el Valle de Sartenejas, tiene 78 edificios con más de 4000 espacios internos que albergan 190 aulas, laboratorios, oficinas administrativas y de servicios y espacios de circulación, así como un sector recreativo de poco más de 20 hectáreas, que es utilizado por la comunidad interna y externa en especial los fines de semana. La zona de protección ambiental alcanza las 165 hectáreas. Adicionalmente, existen cinco fuentes ornamentales y más de 124.000 metros cuadrados de caminerías y rutas.
Su Biblioteca es espaciosa, posee cuatro plantas, contando a su vez con un espacio para exposiciones artísticas en la planta inferior, realizando varios eventos al año.

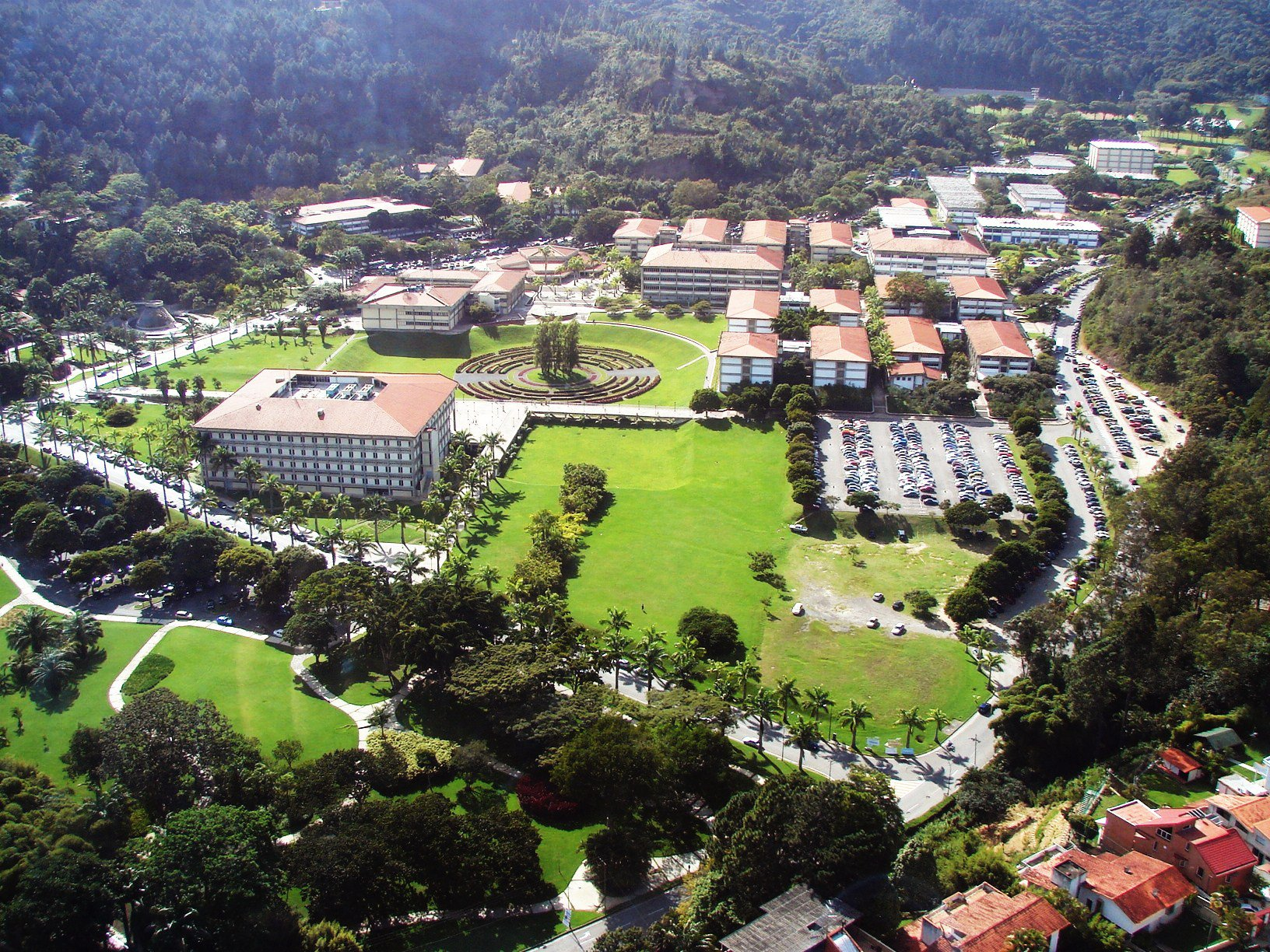
Vista panorámica, Sede Sartenejas.
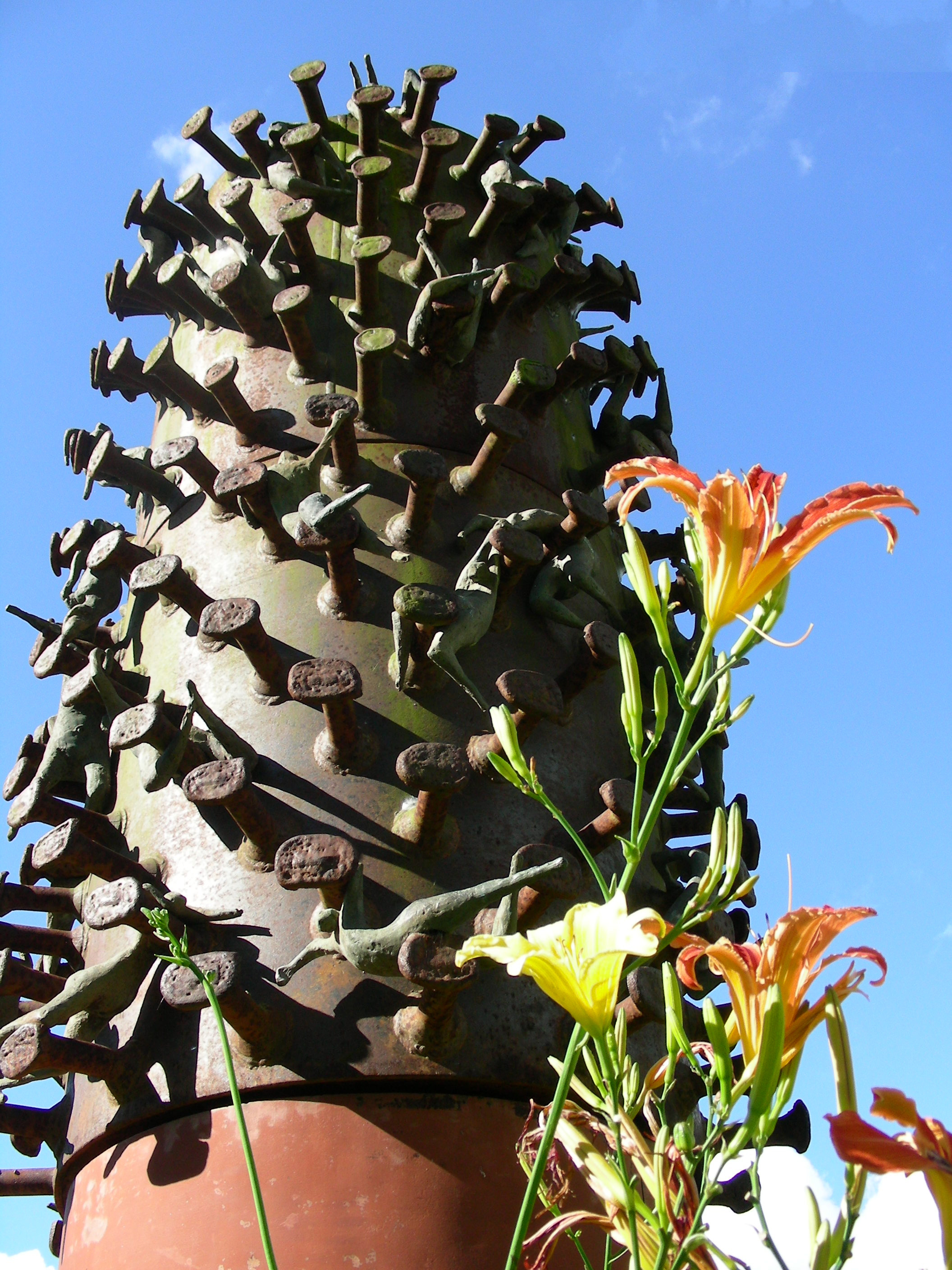
La Lucha del Hombre por la Cima, de Carlos J. Prada, Sede Sartenejas.
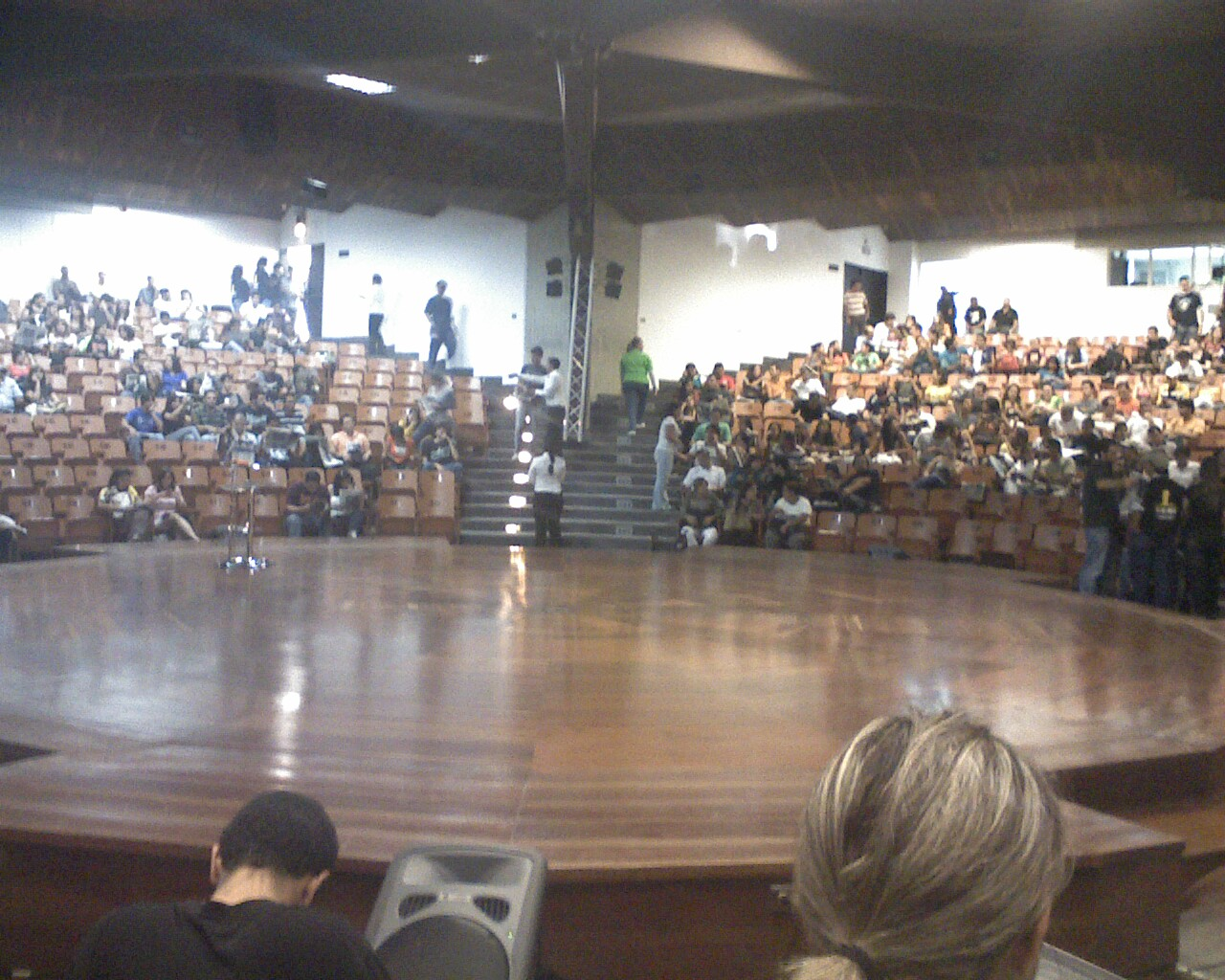
Conjunto de Auditorios de la Universidad Simón Bolívar, Sede Sartenejas.
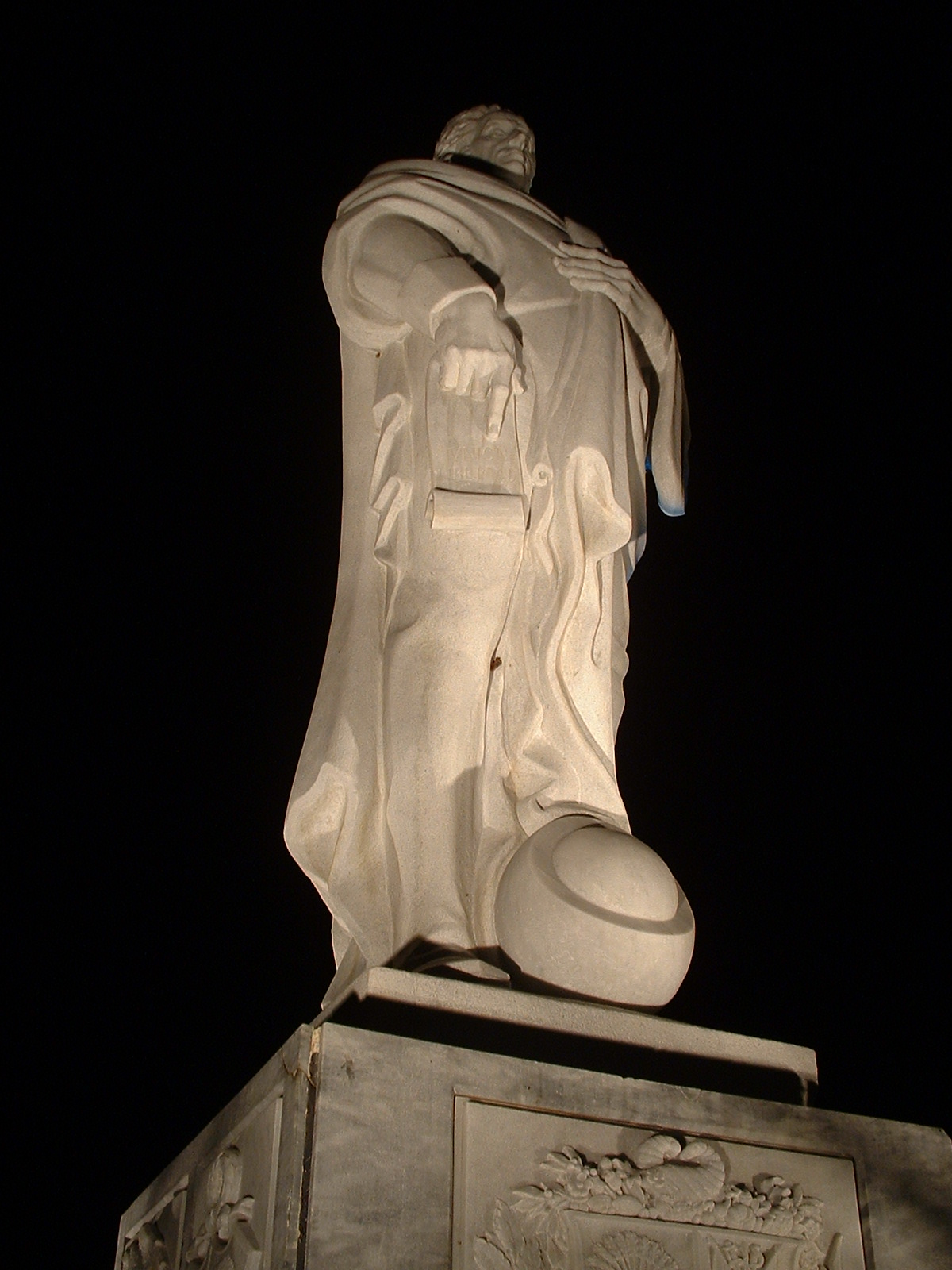
Estatua de Simón Bolívar diseñada por el artista peruano Joaquín Roca Rey.
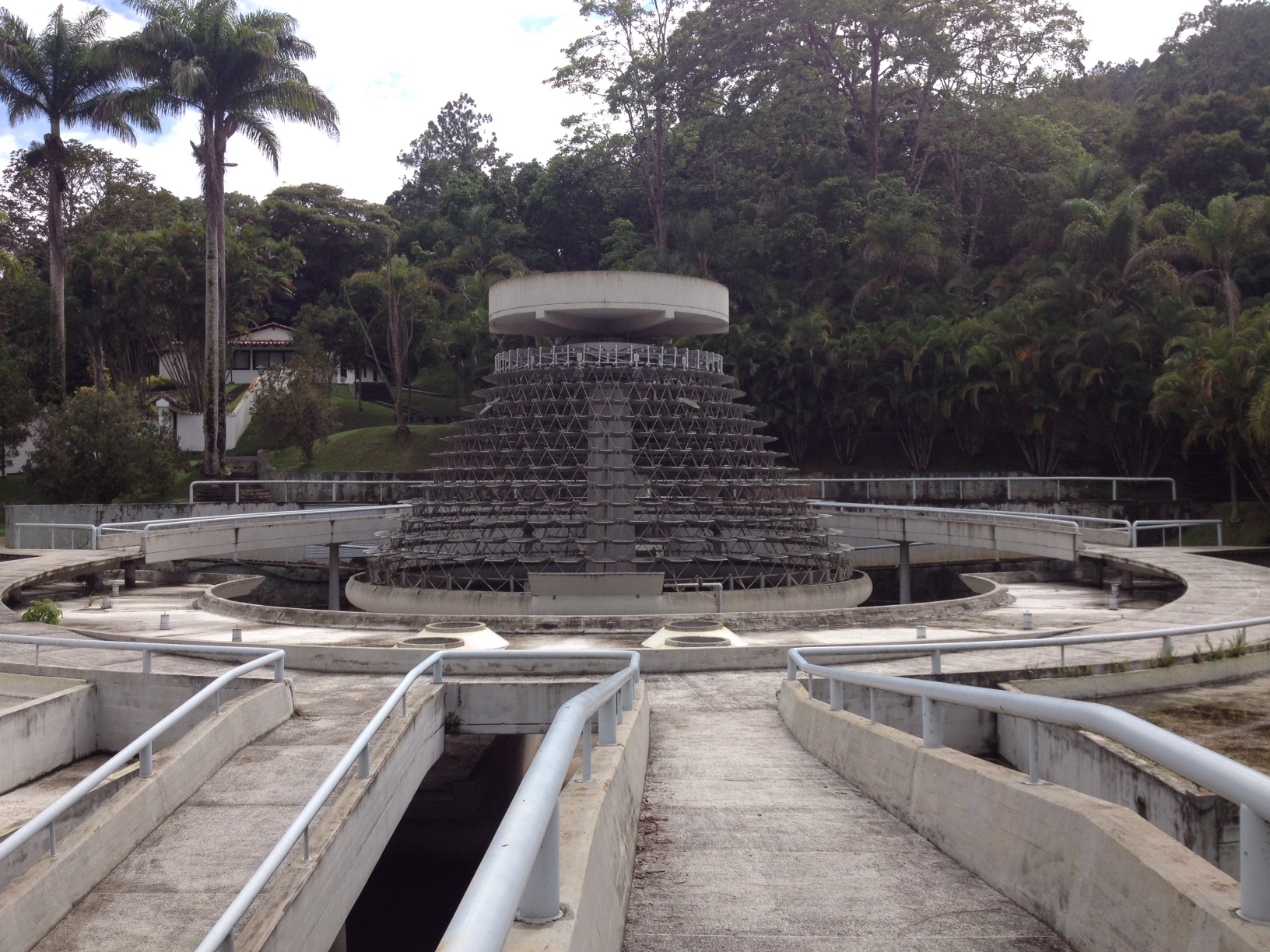
Fuente Hidrocinética diseñada por Gabriel Martín Landrove.

### Laberinto Cromovegetal
Es también conocido como Jardín Cromovegetal, consiste en un jardín circular diseñado por el artista venezolano Carlos Cruz-Diez. Es una de las obras de arte más grandes del campus de Sartenejas y uno de los símbolos más reconocidos de la universidad.

### Fuente Hidrocinética de la USB
La «Fuente Hidrocinética», «Escultura Hidráulica» o «Fuente del Rectorado» es una estructura metálica en forma cónica, cuya altura total es de 6,325 metros compuesta por doce elementos en forma de aros que van aumentando de tamaño, desde un diámetro de 6,5 a 15 metros, sobre la que descansan 576 paletas que al llenarse por el agua bombeada desde el nivel inferior, se vuelcan y derraman, generando un armonioso movimiento de cascada.

#### Historia
Su diseño tiene origen en un concurso, promovido por la Universidad para sus estudiantes en 1974. El requerimiento fue diseñar una escultura cinética con movimiento logrado mediante elementos acuáticos, de modo que las masas de agua quedaran integradas en los efectos escultóricos.

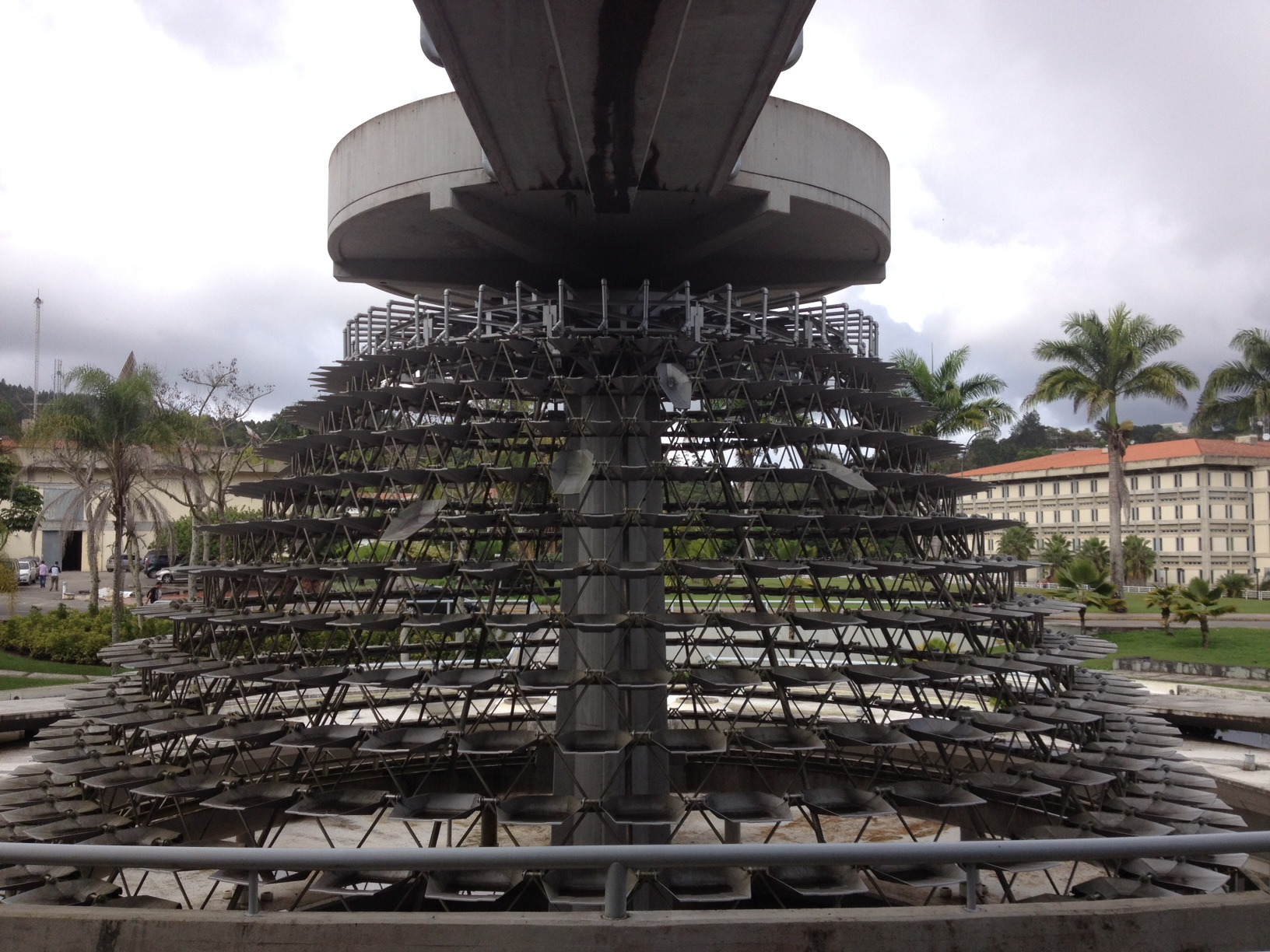
Parte posterior de la fuente.

En febrero de 1975, el bachiller Gabriel Martín Landrove ganó el primer premio, con un proyecto en el que la gota de rocío que cae de una hoja a otra fue la fuente de inspiración. Una estructura en constante movimiento, con un efecto de cascada, un sonido de metal al tocarse las paletas y dos movimientos: uno de caída constante cascada permanente y otro de giro, la estructura daba vueltas como un carrusel con la fuerza misma del agua. Luego de varios años de una ardua y silenciosa labor el miércoles 5 de junio de 1991 a las 5:30 p. m., quedó oficialmente inaugurada.

#### Funcionamiento
Posee un sistema cerrado de bombeo para hacer circular el agua, un mecanismo eléctrico para hacerla girar y controles electrónicos para la iluminación. El agua cae suavemente a las paletas superiores y cuando llega a cierto nivel el peso del agua hace que vuelque sobre las paletas inferiores y así el agua va cayendo en cascada.

#### Cuidado y mantenimiento
Originalmente la fuente debía auto-mantenerse, pero por errores a nivel de ingeniería no es así,  hubo que instalar dos motores, uno para el agua, y el otro para la rotación de los aros con respecto a la columna central, esto generó un gran aumento de la electricidad en la universidad, y por ello solo se pone en funcionamiento durante actividades muy especiales.

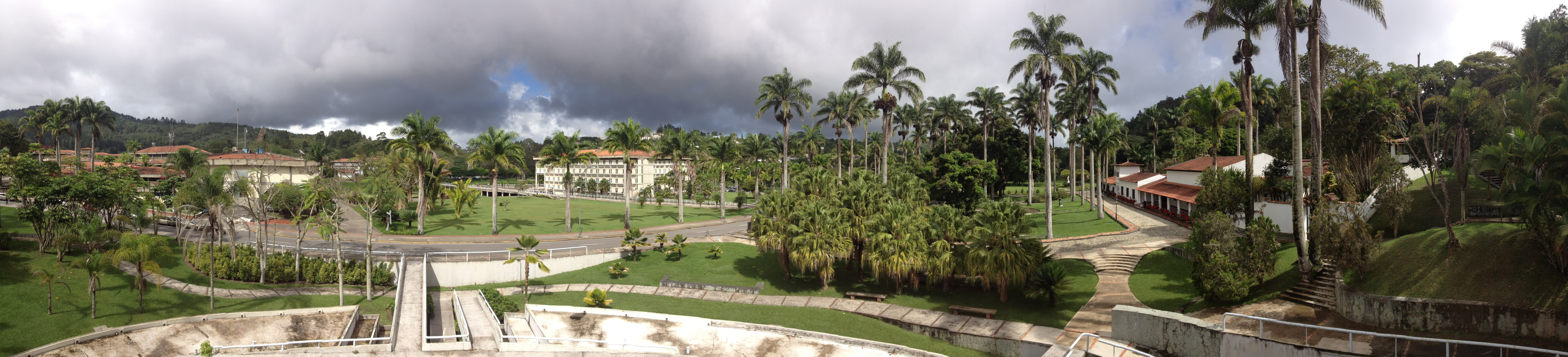
Vista panorámica del campus en la parte superior de la fuente.

Se le debe hacer un mantenimiento constante, ya que el clima de la zona es muy húmedo y penetra la escultura. Hubo una recuperación general de la fuente a finales del 2009 y principios del 2010, donde se recuperó al cien por ciento y se puso en funcionamiento nuevamente, ahora con un solo motor que cumple 2 funcionamientos, la del agua y la rotación, pero igualmente se pone a funcionar en eventos muy especiales. Luego del último mantenimiento no ha habido más, ya que requiere un presupuesto amplio y actualmente la universidad está viviendo una crisis presupuestaria.

## Sede Litoral

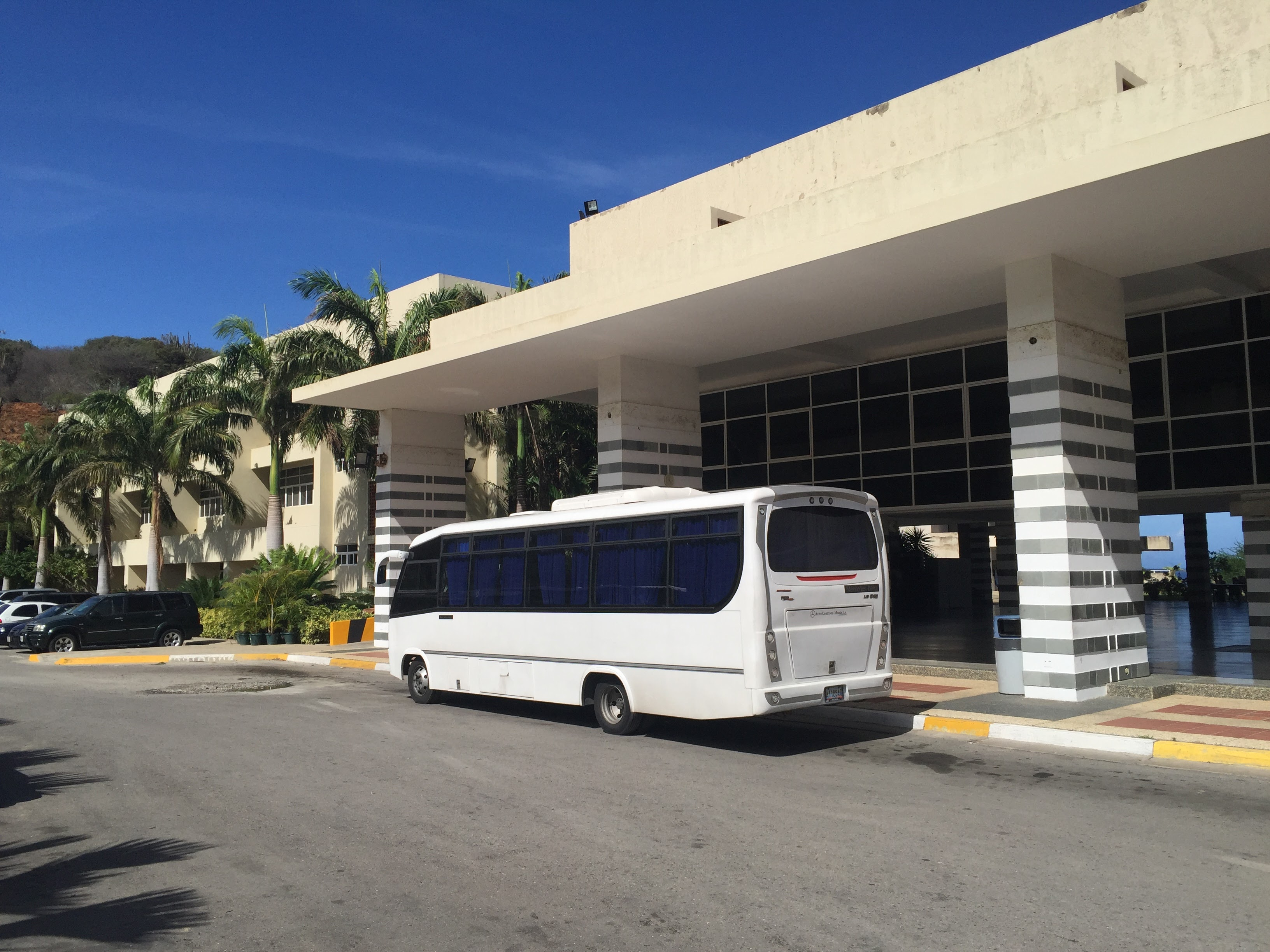
Sede Litoral, en Naiguatá, estado Vargas.

La Sede Litoral (también llamada «Sede Camurí Grande») se encuentra en Naiguatá, estado Vargas. Esta sede estuvo hasta finales de 2012 en proceso de reconstrucción (actualmente la construcción de la nueva estructura se encuentra en un 50%, faltando así la culminación de la misma, aunque se encuentra operativa) por lo que algunos de sus programas se llevaban a cabo de forma provisional en la sede de Sartenejas, esto debido a las fuertes inundaciones ocurridas en la región en diciembre de 1999 que dañaron gran parte de la infraestructura. Sin embargo, de manera progresiva y en los espacios disponibles que son acondicionables para tal fin, poco a poco se han trasladado dichos programas de regreso al Litoral Central, más recientemente su Laboratorio de Alimentos y Bebidas que contempla, entre otros, al Restaurante Escuela Camurí Alto.
Actualmente la sede se encuentra operativa y a finales de 2012 se inauguró la Biblioteca de la Sede Litoral, y actualmente se encuentra en progreso de construcción la Cancha Multiusos.

## Carreras

### Sede Sartenejas

#### Carreras Largas
| - Área de Arquitectura y Urbanismo - Arquitectura - Urbanismo - Área de Ciencias Básicas - Licenciatura en Biología - Licenciatura en Física - Licenciatura en Matemáticas - Licenciatura en Matemáticas, mención: Didáctica de la Matemática - Licenciatura en Matemáticas, mención: Estadística y Matemáticas Computacionales - Licenciatura en Química - Área de Ciencias Sociales - Economía - Licenciatura en Estudios y Artes Liberales | - Área de Ingeniería - Ingeniería en Computación - Ingeniería Electrónica - Ingeniería Eléctrica - Ingeniería Geofísica - Ingeniería de Materiales - Ingeniería Mecánica - Ingeniería de Producción - Ingeniería Química - Ingeniería de Telecomunicaciones |

#### Carreras Cortas
| - Área de Ciencias Sociales - TSU en Comercio Exterior - TSU en Organización Empresarial - Área de Tecnología - TSU en Tecnología Eléctrica - TSU en Tecnología Electrónica |

### Sede del Litoral

#### Carreras Largas
| - Área de Ciencias Sociales - Licenciatura en Gestión de la Hospitalidad - Licenciatura en Comercio Internacional - Área de Ingeniería - Ingeniería de Mantenimiento |

#### Carreras Cortas
| - Área de Ciencias Sociales - TSU en Comercio Exterior - TSU en Administración Aduanera - TSU en Administración del Turismo - TSU en Administración Hotelera - TSU en Organización Empresarial - TSU en Administración del Transporte | - Área de Tecnología - TSU en Tecnología Eléctrica - TSU en Tecnología Electrónica - TSU en Tecnología Mecánica - TSU en Mantenimiento Aeronáutico |

## Postgrados
Los diferentes programas de postgrados que se ofrecen son coordinados por el Decanato de Estudios de Postgrados de la Universidad Simón Bolívar y pertenecen a las siguientes áreas:
- Ciencias Básicas y Aplicadas
  - Maestría y doctorado en Biología
  - Maestría y doctorado en Ciencias de la Computación
  - Doctorado Interdisciplinario en Ciencias
  - Maestría y doctorado en Física
  - Maestría y doctorado en Matemáticas
  - Maestría y doctorado en Química
  - Maestría y doctorado en Nutrición (Coordinación de Ciencias de los Alimentos y Nutrición)
  - Maestría y doctorado en Ciencia de los Alimentos (Coordinación de Ciencias de los Alimentos y Nutrición)
  - Especialización en Nutrición Clínica (Coordinación de Ciencias de los Alimentos y Nutrición)
  - Especialización en Evaluación y Control de Calidad en la Industria Alimentaria (Coordinación de Ciencias de los Alimentos y Nutrición)

- Ingeniería y Tecnología
  - Doctorado en Ingeniería
  - Especialización en Confiabilidad de Sistemas Industriales
  - Especialización en Diseño y Mantenimiento Industrial
  - Especialización en Distribución de Energía Eléctrica
  - Especialización en Equipos Rotativos
  - Especialización en Estadística Computacional
  - Especialización en Gestión de las Telecomunicaciones
  - Especialización en Ingeniería del Gas Natural
  - Especialización en Ingeniería Estructural
  - Especialización en Ingeniería Geotécnica
  - Especialización en Instalaciones Eléctricas
  - Especialización en Mecánica de Plantas de Procesos
  - Especialización en Sistemas de Potencia
  - Especialización en Sistemas Industriales
  - Especialización en Telecomunicaciones
  - Especialización en Telemática
  - Especialización en Transmisión de Energía Eléctrica
  - Especialización Técnica en Manufactura y Mantenimiento
  - Maestría en Ciencias de la Tierra
  - Maestría en Estadística
  - Maestría en Ingeniería Biomédica
  - Maestría en Ingeniería de Materiales
  - Maestría en Ingeniería Eléctrica
  - Maestría en Ingeniería Electrónica
  - Maestría en Ingeniería de Sistemas
  - Maestría en Ingeniería Mecánica
  - Maestría en Ingeniería Química

- Ciencias Sociales y Humanísticas
  - Doctorado en Desarrollo Sostenible
  - Doctorado en Letras
  - Doctorado Interdisciplinario en Ciencias
  - Especialización en Desarrollo Organizacional
  - Especialización en Finanzas de la Empresa
  - Especialización en Gerencia de Auditoría de Estado
  - Especialización en Gerencia de la Empresa
  - Especialización en Gerencia de la Tecnología y de la Innovación
  - Especialización en Gerencia de Mercadeo
  - Especialización en Gerencia del Negocio del Gas Natural
  - Especialización en Gestión Ambiental
  - Especialización en Gestión de Proyectos
  - Especialización en Informática Educativa
  - Especialización en Ingeniería Clínica
  - Especialización en la Enseñanza de Idiomas Extranjeros: Inglés
  - Especialización en Opinión Pública y Comunicación Política
  - Maestría en Administración de Empresas
  - Maestría en Desarrollo y Ambiente
  - Maestría en Educación Superior
  - Maestría en Lingüística Aplicada
  - Maestría en Literatura latinoamericana
  - Maestría en Música
  - Maestría en Psicología
  - Maestría y doctorado en Ciencias Políticas
  - Maestría y doctorado en Filosofía
  - Maestría y Especialización en Transporte Público

- Artes

- Diplomados
  - Diplomado en Software Libre
  - Diplomado en confiabilidad integral de activos y procesos industriales
  - Diplomado de desarrollo gerencial y responsabilidad social empresarial
  - Diplomado de Prospectiva y Estrategia

## Organización
La Universidad Simón Bolívar, a diferencia del modelo tradicional del resto de las universidades de Venezuela (que se encuentran organizadas por facultades), posee una forma matricial de organización.
Esta organización matricial consiste, por un lado en unidades que tienen bajo su responsabilidad el diseño, la planificación, la coordinación y evaluación de los programas de enseñanza e investigación, y por el otro las unidades de ejecución, apoyo y servicio de estos programas.
De esta manera, los Decanatos y sus Coordinaciones, son quienes llevan adelante el diseño, planificación, coordinación y evaluación de los programas de enseñanza, investigación y extensión. Las Divisiones con sus Departamentos adscritos y la Unidad de Laboratorios, son las dependencias responsables de la ejecución de estos programas.
Además cuenta con otros cuerpos de apoyo, los cuales son:

### Consejo Superior
Máxima autoridad para la determinación de los planes de desarrollo de la Institución, así como para su supervisión y evaluación. Está integrado por cinco representantes del poder Ejecutivo Nacional; el Viceministro de Educación Superior del Ministerio de Educación, Cultura y Deportes o su representante; cinco representantes de los profesores; dos representantes de los estudiantes; un representante de los egresados de la Universidad; un representante de la Oficina de Planificación del Sector Universitario (OPSU); un representante del Ministerio de Planificación y Desarrollo, designado por el presidente de la República; un representante del Consejo Nacional de Investigaciones Científicas y Tecnológicas; un representante del Consejo Venezolano de la Industria; y un representante del Consejo Nacional de la Cultura.

### Consejo Directivo Universitario
Tiene como objetivo dictar las normas para la conducción académica y administrativa de la Universidad. Está integrado por el Rector, quien lo presidirá; los Vicerrectores, el Secretario, el director de la Sede Camurí Grande, los Directores de División, los Decanos, dos representantes de los profesores, un representante de los estudiantes, un representante de los egresados, un representante de los empleados y un delegado del Ministerio de Educación.

### Consejo Académico
Tiene como objetivo planificar, coordinar y controlar el estudio de los asuntos relacionados con la enseñanza, la investigación y la extensión. Está integrado por el Vicerrector Académico, quien lo preside; el Secretario, el director de la Sede Camurí Grande, los Directores de División, los Decanos, un representante profesoral por cada Sede y dos representantes estudiantiles.

### Consejo Directivo de la Sede Camurí Grande
Que es el organismo que asiste al Director en la conducción Académica y Administrativa, está integrado por el director, quien lo preside, el director de Información Académica y Secretaria del Consejo, el Decano de Estudios Tecnológicos, el director de División de Ciencias y Tecnologías Administrativas e Industriales, el director de Investigación, el director de la Unidad de Laboratorios, el director de Administración, el Coordinador de Extensión Universitaria, dos representantes de los profesores, dos representantes de los estudiantes y un representante de los egresados. Asimismo, asistirá a las reuniones, con carácter de invitado permanente y con derecho a voz, el representante electo de los trabajadores Administrativos y Técnicos y el Jefe del Departamento de Desarrollo Estudiantil.
Para la coordinación de las actividades comunes, cada carrera posee una coordinación, encargada de llevar la organización de los planes de estudios de las mismas, así como el control de la evolución de cada estudiante.
Para ayudar al buen desempeño de las actividades llevadas por las coordinaciones, existe departamentos agrupados por materias con contenidos comunes, por ejemplo el departamento de Matemáticas, Física, Termodinámica, etc. Las cuales se encargan de gestionar los contenidos dictados en cada asignatura y coordinar los métodos de evaluación que se llevarán a cabo.

## Servicios
Todas las personas que hacen vida dentro de esta Universidad tienen derecho a una serie de servicios. Esta casa de estudio se caracteriza por tener mucha variedad de servicios y con un mantenimiento constante.

### Transporte
La Universidad Simón Bolívar ofrece un servicio de transporte gratuito para sus estudiantes y personal que comprende las rutas:
| Urbanas Sede Sartenejas: - Baruta - USB - Chacaíto - USB - Coche - USB - La Paz - USB - Bellas Artes - USB Sede Litoral: - Catia La Mar - USB - Terminal de La Guaira - USB - Caribe - USB - Naiguatá - USB - Gato Negro - USB - La Paz - USB | Interurbanas Sede Sartenejas: - Guarenas / Guatire - USB - La Victoria - USB - Los Teques - USB - Maracay - USB - San Antonio de los Altos - USB - Ocumare - USB - Charallave - USB |

### Comedores
El servicio tiene como objetivo asegurar la nutrición sana y balanceada de la comunidad basado en un menú realizado por los nutricionistas de la USB. El servicio comprende desayuno, almuerzo y cena a un costo muy bajo. La tarifa básica para los estudiantes de pregrado, comprende: desayunos por 1,5 Bs., almuerzos por 2,5 Bs. y cenas por 1,8 Bs (2018). También existe la modalidad de la Tarifa Preferencial que aminora los costos a los estudiantes que realicen la solicitud. Los estudiantes becados están exentos de pagar por el servicio.
La Universidad cuenta con dos comedores en la Sede de Sartenejas y uno en la Sede del Litoral:
- Comedor Central (MyS): ofrece almuerzo y cena.
- Comedor Casa del Estudiante: ofrece desayuno y almuerzo.
- Comedor Litoral (Edif. Comedor): ofrece desayuno, almuerzo y cena

El comedor del Litoral (Edif. Comedor), a pesar de prestar servicio de comedor, el edificio está diseñado para servir al Restaurante Escuela Camurí Alto (RECA); este aún no se ha construido en su totalidad; dicha estructura se encuentra en espera de ser completada por parte de las autoridades correspondientes.
Los comedores se basan en un sistema de autoservicio prepago en el cual el estudiante utiliza su saldo en la TAI (Tarjeta Académica Inteligente) o carné para acceder al servicio pagando la tarifa correspondiente.

### Bomberos
El Cuerpo de Bomberos Voluntarios de la Universidad Simón Bolívar comenzó a laborar en 1993 como un cuerpo de Voluntarios que atienden a las necesidades de la comunidad tanto universitaria como aledaña brindando servicios de lucha contra incendios, búsqueda y rescates, atención médica de emergencia y procedimientos con materiales peligrosos. Es integrado por estudiantes, profesores, personal obrero y administrativo, egresados de la USB y también voluntarios ajenos a la comunidad universitaria.

### Restaurantes y Cafetines
- Acuario Grill (Pabellón 2)
- Bamboo Xpress Acuario (Pabellón 2)
- Bamboo Xpress (Edificio de Aulas)
- Cafetín D' Amper (contiguo al edificio de Ciclo Básico 2)
- Cafetín Siberia (Complejo Deportivo)
- Casa del Empleado (Contiguo al Edificio de Aulas)
- Casa del Profesor (cerca de la Casa Rectoral)
- Chip-a-Cookie (Edificio de Mecánica y Estudios Urbanos MEU)
- Coffee Break (Edificio de Mecánica y Estudis Urbanos MEU)
- Doña Jojoto (Complejo Deportivo)
- Subway
- Pizzería Pomponia

### Proveedurías
Proveeduría Estudiantil: En esta dependencia, administrada por los estudiantes, se pueden adquirir libros, guías de estudio, periódicos, discos, materiales deportivos, etc. Presta también servicios de fotocopiado, reducciones y ampliaciones. Existe servicio de cabinas telefónicas y servicio de acceso a internet. Se ubica en el edificio de Energética (ENE)
Instituto de Previsión del Profesorado (IPP): Administrada por profesores, en ella se pueden adquirir televisores, cocinas, microondas, equipos de sonido, víveres, comida casera cobrada por peso, perros calientes y también alimentos preparados tales como pizzas y pastelitos.

### Librerías
- Librería de Atausibo: En ella puede conseguir la prensa nacional, libros, revistas y discos compactos.
- Librería Limesama: Es un concesionario que ofrece un servicio integral. Además de los libros y discos producidos por la Editorial Equinoccio, de la Universidad Simón Bolívar, esta librería distribuye textos de otras editoriales como McGraw-Hill, Prentice Hall, Thompson y Monteávila. Ubicada en el edificio de la Biblioteca

### Centros de Copiado
- Xerox Se pueden hacer copias, ampliaciones y/o reducciones, copias en serie, además ofrece servicio de ploteo de planos, impresiones de fotos y texto, navegación en internet, alquiler de computadoras para transcripción y envío de fax. Ubicado en el edificio de Ciclo Básico 2 (CB2)
- Centro Express: Ofrece servicio de fotocopiado, a color y blanco y negro, además de reducciones y ampliaciones.
- CTRL + C: Ofrece el mismo servicio que Centro Express con la diferencia de que es un lugar mucho más céntrico. Ubicado en la planta baja del edificio de Estudios Generales (EGE).

### Bancos y Cajeros Automáticos
- Sede Sartenejas: el Banco Mercantil tiene una oficina comercial para múltiples operaciones en el edificio de Ciclo Básico 2 (CB2), la cual cuenta con un cajero automático en la parte exterior de la oficina.
- En la Sede del Litoral se cuenta con un solo cajero del BOD, ubicado en el Edificio Administrativo.

## Federación de Centros de Estudiantes
Creada en 2006, la Federación de Centros de Estudiantes de la Universidad Simón Bolívar, también conocida como FCEUSB, es una organización para el apoyo, encuentro, coordinación, concertación y orientación, de todos los factores estudiantiles de la Universidad Simón Bolívar, conformada por todos los estudiantes inscritos en la Universidad Simón Bolívar, y su estructura es la siguiente:

### Centros de Estudiantes
Los Centros de Estudiantes de la Federación de Centros de Estudiantes de la Universidad Simón Bolívar, también conocidos como CE-FCEUSB, son los organismos de base para la promoción y defensa de los derechos e intereses de los estudiantes de cada una de las carreras de la USB.

### Comisión Electoral Estudiantil
La Comisión Electoral Estudiantil de la FCEUSB, también conocida como CEE-FCEUSB, es el máximo organismo encargado de organizar y ejecutar todos los procesos electorales, refrendarios y de consulta de la Asociación Civil FCEUSB.

### Directorio Estudiantil
El Directorio Estudiantil, también conocido como DE-FCEUSB, es el máximo órgano representativo de la FCEUSB, donde tienen encuentro representantes de todos los sectores estudiantiles cuyo accionar dentro y fuera del marco de la Asociación contribuyan al desarrollo y fortalecimiento del movimiento estudiantil de la Universidad Simón Bolívar, sede Sartenejas.
Estos representantes son:
- Centros de Estudiantes.
- Agrupaciones Estudiantiles.
- Grupos estables de la Universidad Simón Bolívar.

### Junta Directiva
La Junta Directiva de la FCEUSB, también conocida como JD-FCEUSB, representa el
máximo órgano ejecutivo de la Asociación, cuya función primordial es la promoción y defensa de los derechos e intereses de todos los estudiantes de la Universidad Simón Bolívar sede Sartenejas.

## Instalaciones deportivas
La universidad posee extensas y variadas instalaciones deportivas, las cuales son usadas por diversas selecciones, equipos internos y eventos nacionales.